# گری الکتریک
گری الکتریک (به انگلیسی: Gree Electric) یک شرکت تولیدکننده لوازم خانگی چندملیتی چینی است که مقر آن در جوهای، استان گوانگدونگ چین مستقر است. این شرکت بزرگترین تولیدکننده تهویه مطبوع مسکونی در جهان است. و به‌طور کلی دو نوع تهویه هوا را ارائه می‌دهد: تهویه مطبوع خانگی و تهویه مطبوع تجاری. این شرکت همچنین تولیدکننده پنکه برقی، آب سردکن، بخاری، اجاق گاز، دستگاه تصفیه هوا، کتری آب، رطوبت‌ساز و اجاق گازهای القایی و محصولات دیگر می‌باشد. محصولات خود را در چین و خارج از کشور با نام تجاری گری توزیع می‌کند.

## تاریخچه
گری در سال ۱۹۸۹ در جوهای، گوانگدونگ تأسیس شد و تحت نام سابق آن که شرکت مهندسی خنک‌کننده هایلی خلیج با مسئولیت محدود بود، مشغول به فعالیت شد و در سال ۱۹۹۴ بازسازی و به شرکت لوازم خانگی الکتریکی گری در جوهای تغییر نام داد. این شرکت به عنوان یک کارخانه بی‌نام با ۲۰۰ کارمند و تولید سالانه کمتر از ۲۰٬۰۰۰ واحد آغاز به کار کرد.
در سال ۱۹۹۶ در بورس اوراق بهادار شنژن قرارگرفت. این شرکت در سال ۲۰۰۸ علی‌رغم رکود جهانی، ۴۷ درصد رشد داشت و ۲۳ میلیارد دلار فروش قرارداد را نیز رزرو کرد. این شرکت یک شرکت چندملیتی است که دارای ۷۰٬۰۰۰ کارمند و تولید سالانه ۶۵٫۵ میلیون واحد است. در آوریل ۲۰۱۱، درجه اعلام کرد درآمد خالص سه‌ماهه اول ۴۷ درصد از سال گذشته به ۹۳۴٫۷ میلیون یوان افزایش یافته‌است.

## محصولات
شرکت گری الکتریک تهویه هوا را در چندین مدل مختلف و دیگر لوازم خانگی کوچک را نیز ساخته‌است.

## مدیریت
تا دسامبر ۲۰۱۶، دونگ مینگژو بزرگترین سهامدار، گروه گری بود. گروه گری یک شرکت تابعه از دولت مردمی شهرداری ژوهای (دولت محلی جوهای) بود.

## سهامداران
از تاریخ ۳۱ دسامبر ۲۰۱۵، بزرگترین سهامدار گری الکتریک گروه گری بود. پس از آن ضمانت سرمایه‌گذاری هبی Jinghai (برای ۸٫۹۱٪)، دارایی اوراق بهادار چین (برای ۲٫۹۹٪)، سرمایه‌گذاری مرکزی Huijin (برای ۱٫۴۰٪) دنبال شد. یوبی‌اس (برای ۱٫۲۱٪)، بیمه عمر فورسی (برای ۱٫۱۴٪)، دانشگاه ییل (برای ۰٫۹۵٪)، بیمه سلامت هگزی (برای ۰٫۸۰٪)، رئیس دونگ مینگژو (برای ۰٫۷۳٪) و یک صندوق سهام خصوصی (۰٫۷۱٪)
در سال ۲۰۰۱ گروه گری ۵۰٫۲۸۹٪ سهام گری الکتریک را در اختیار داشت. گروه گری همچنین بزرگترین سهامدار گری رییِل استِیت (بورس شانگهای: ۶۰۰۱۸۵) تا سال ۲۰۱۵ بود.
در دسامبر سال ۲۰۱۹، گروه گری بیشتر سهام خود را که متعلق به خودشان بود، به یک صندوق سهام خصوصی فروخت.